# 卡斯蒂尔布兰科
卡斯蒂尔布兰科（意为“白堡”）是西班牙埃斯特雷马杜拉巴达霍斯省的一个市镇。总面积132平方公里，总人口1318人（2001年），人口密度10人/平方公里。